# Oscar Torssell
Oscar Fridolf Torssell, född 7 april 1844 i Stockholm, död 29 augusti 1880 i Klara församling, Stockholms stad, var en svensk pianist.

## Biografi
Oscar Torssell föddes 1844 i Stockholm. Han var son till organisten Carl Torssell. Torssell var musiklärare i Stockholm och komponerade visor, manskvartetter samt dansmusik. Han avled 1880 i Klara församling, Stockholms stad.

### Familj
Torsell var gift med sångerskan Olefine Moe. De fick tillsammans dottern skådespelaren Astri Torssell (1879–1951).